# Whelen Springs
Whelen Springs – miasto w Stanach Zjednoczonych, w stanie Arkansas, w hrabstwie Clark.